# أنطوانيت سان- هوبيرتي
آن- أنطوانيت- سيسيل كلافيل، المعروفة أكثر باسمها الفني مدام سان- هوبيرتي (ستراسبورغ، 15 ديسمبر 1756- 22 يوليو 1812، بارنز، لندن)، هي مغنية سوبرانو أوبرالية فرنسية معروفة امتدت مسيرتها المهنية منذ نحو عام 1774 حتى عام 1790. عرفت أنطوانيت بلقب كونت دونتريغي منذ نحو عام 1797 بعد تقاعدها من المسرح وإشهار زواجها الثاني. قتلت أنطوانيت مع زوجها في إنجلترا.

## حياتها المبكرة ومسيرتها الموسيقية
كانت أنطوانيت كلافيل (المعروفة لاحقًا باسمها المهني مدام سان-هوبيرتي) ابنة جان-بيير كلافيل، وهو موسيقي يشغل وظيفة مدرب كورال في جوقة الأوبرا الخاصة بالأمير الناخب تشارلز ثيودور الرابع. أما والدتها فهي كلود- أنطوانيت باريسيت، ابنة بقّال من سيليستا. 
غالبًا ما اختلف كتّاب السيرة الذاتية لأنطوانيت على مكان ولادتها. فعلى سبيل المثال، وجد رينويك دلائل تشير إلى كل من تول، ثيونفيل أو مانهايم، بينما طرح كلايتون خيار تولوز، مفترضًا ذلك بعد ترجمته «تول» على أنها اختصار لتولوز. على أي حال، وبعد اكتشاف شهادة المعمودية العائدة لأنطوانيت في المحفوظات الوطنية، توصّل دو غونكور إلى أنها ولدت في ستراسبورغ، حيث عمّدت باسم آن-أنطوانيت (أو آنا-أنطونيا في الشهادة) في كنيسة سان-بيير-لو-جون في اليوم التالي لولادتها. لا يوجد ذكر لاسم «سيسيل» في شهادة المعمودية، فاقترح دو غونكور أن أنطوانيت تبنت هذا الاسم في وقت لاحق من حياتها. تتبع دورلان مكان ولادة أنطوانيت إلى شارع غراند رو131، ستراسبورغ (بالقرب من التقاطع مع شارع سانتي-باربي)، وأرفق مقالته بصورة لمنزل أكد أنه كان يومًا ملكًا لبيير كلافيل. كان لدى أنطوانيت ثلاثة أشقاء على الأقل: شقيق اسمه جان-بيير عمل في التذهيب وبيع المطبوعات في متجر أسفل المنزل في غراند رو، وبيير-إيتيني الذي أصبح جزارًا وبائعًا للحم الخنزير، وشقيقة تبيّن أنها كانت تعيش في أو بالقرب من باريس خلال أوائل تسعينيات القرن الثامن عشر.
بدأت أنطوانيت في دراسة الغناء والعزف على الهاربسكورد بتوجيه من والدها في عمر مبكر جدًا، وسرعان ما أظهرت موهبة موسيقية استثنائية. تعرفت أنطوانيت على المؤلف الموسيقي جان-باتيست لوموين في وارسو في عام 1770، عندما كان صوتها لا يزال في طور النضج، وأشرف جان على تعليمها الموسيقي في الأعوام الأربعة التالية. نالت أنطوانيت حظوة الأميرة تحت لقب برينسيس لوبوميرسكا (من الصعب تمييزها عن غيرها بدقة، نظرًا لوجود أكثر من أميرة تحمل اللقب نفسه في وارسو في ذلك الوقت)، وحصلت أخيرًا على عقد في برلين، حيث غنت وحققت بعض النجاح.
تزوجت أنطوانيت من كلود-فيليب كرواسيي دو سان-هوبيرتي في 10 سبتمبر من عام 1775، في كاتدرائية سانت. هيدفيغ في أوبيرنبلاتز في برلين. ادعى زوجها كرواسيي أنه القائم بأعمال أمير بروسيا هنري، والمسؤول عن توظيف المواهب الجديدة لشركة الأوبرا الخاصة العائدة للأمير. سرعان ما واجه هذا الزواج صعوبات كثيرة، فقد كان كرواسيي مقامرًا لا أمل في صلاحه، وفوق كل ذلك معنّفًا لزوجته. اضطر الزوجان في بعض الأحيان إلى بيع قطع من الملابس والمجوهرات لسداد ديونه. وما لبث أن كان كرواسيي أحد المقاتلين في مبارزة، ما أجبر الزوجان بعدها على الفرار من برلين. أمل الزوجان في الوصول إلى باريس لكنهما اضطرا للمكوث بعض الوقت في ستراسبورغ لنفاد أموالهما.
توجد رواية أخرى عن السنوات الأولى لأنطوانيت كمغنية، تعود جذورها إلى كتاب إدموند دو غونكور سان-هوبيرتي لتؤخذ لاحقًا دون تدقيق من قبل عدد من الكتّاب الآخرين، وهي كما يلي. بحلول سن الثانية عشرة، أتقنت أنطوانيت كل شيء كان والدها قادرًا على تعليمها إياه، وبالتالي أُسندت رسوم تعليمها الغنائي بعد ذلك إلى أساتذة آخرين من المرجح ارتباطهم بكاتدرائية ستراسبورغ. وفي عمر الخامسة عشرة كانت أنطوانيت فنانة نجمة في دار الأوبرا المحلي في ستراسبورغ. إلى أن وصلت عروض العقود من مدن أخرى مثل ليون وبوردو، لكن كان والداها قلقين من أن ابتعادها عن المنزل قد يدخلها في دوامة من الإغراءات، لذا رُفضت تلك العقود. وصل كرواسيي إلى ستراسبورغ وأقنع أنطوانيت بقدرته على إطلاقها ضمن مسار أوبرالي براق، ففرّت معه إلى برلين حيث تزوجا، لكن سرعان ما انكشف نفاقه بشكل واضح. لحقت أنطوانيت بزوجها إلى وارسو بعد أن هجرها، لكنه سرق ممتلكاتها وهجرها مرة أخرى. أنقذتها إحدى أميرات لوبوميرسكا فبدأت الغناء في وارسو وحققت بعض النجاح. أغراها كرواسيي من جديد بالسفر إلى فيينا بمزيد من الوعود الكاذبة (برسالة)، ليعود إلى سرقتها وهجرتها من جديد. بعد ذلك لمت أنطوانيت انكساراتها لوحدها في باريس.